# Famille du Pré de Saint Maur
La famille du Pré de Saint-Maur, anciennement Dupré, est une famille subsistante de la noblesse française, originaire de la Brie. Anoblie par charge de secrétaire du roi en 1513, elle est maintenue noble le 16 août 1699 sur arrêt du 10 décembre 1668.
Cette famille de la noblesse de robe parisienne compte parmi ses membres des magistrats (conseillers au parlement et à la chambre des comptes de Paris, conseillers du roi, secrétaires 
du roi), des membres du Conseil d'État, des intendants.

## Histoire
Gustave Chaix d'Est-Ange écrit que cette famille est l'une des plus distinguées de la noblesse de robe parisienne et que la famille du Pré de Saint-Maur remonte sa filiation prouvée à Nicaise Dupré, valet de chambre du duc d'Orléans en 1444,, dont le fils Guillaume Dupré, seigneur de Cossigny, épousa Perrette Robert et en eut cinq fils dont trois eurent une postérité : François Dupré, seigneur de Cossigny, maître des requêtes au Parlement de Paris, conseiller du roi en son grand Conseil, marié à Cécile Prudhomme, auteur d'une branche éteinte au milieu du XVIIe siècle; Jean Dupré, seigneur de la Motte de Cossigny, auteur d'une branche également éteinte et Nicolas Dupré, seigneur de Passy, secrétaire du roi puis conseiller en la chambre des comptes de Paris en 1520, marié à Jeanne Fournier, auteur de la branche subsistante,.
Selon un document du Cabinet des titres, Nicaise Dupré est le fils de Jean, valet de chambre du duc de Berry et échevin de Paris en 1417[réf. à confirmer]. Chaix d'Est-Ange écrit qu'un lien de famille est vraisemblable.
Nicolas du Pré (1470-ca 1527) est anobli par charge de secrétaire du roi le 22 septembre 1513,.
La famille du Pré est maintenue noble le 16 août 1699 sur arrêt du Conseil du 10 décembre 1668 dans la généralité de Paris et en 1757,,.

## Généalogie simplifiée
- Jean du Pré, valet de chambre du duc de Berry, échevin de Paris en 1416.

### Filiation prouvée
- - Nicaise du Pré ( -1460), seigneur de Cossigny, valet de chambre du duc Charles d'Orléans.
    - Guillaume du Pré, seigneur de Cossigny, marié à Perette Robert.
      - Jehan du Pré ( - 10 mars 1546), secrétaire du roi, correcteur puis maître des comptes à Paris, marié à Madeleine Miette.
      - Nicole du Pré (1470-1527), secrétaire du roi, receveur des amendes au parlement de Paris, maître des comptes (22 septembre 1513), marié à Denise Fournier.
        - Nicolas du Pré, maître des requêtes à la Chambre des comptes (12 septembre 1542), intendant de justice aux armées d'Italie, marié à Marguerite Guinet.
          - Henry du Pré ( -1595), gentilhomme de la chambre du roi[réf. nécessaire], conseiller au Parlement vers 1555.
          - Christofle du Pré, poète, auteur des Larmes funèbres[réf. nécessaire].
          - Jacques du Pré (1550-1616), conseiller au parlement de Paris, marié à Marie Bouvot.
            - Jacques du Pré, payeur des rentes du clergé, garde du corps du roi en qualité de maréchal des logis de Gaston d'Orléans, marié à Marie Gésu.
              - Louis-François du Pré (1629-1703), avocat du roi pour les affaires de finance et tuteur du duc du Maine Louis-Auguste de Bourbon (1670-1736) et du comte de Toulouse Louis-Alexandre de Bourbon[réf. nécessaire], marié à Louise Guillemot.
                - Louis-François du Pré (1691-1754), avocat du roi au Grand Châtelet, conseiller au parlement de Paris, chef du conseil du comte de Toulouse Louis-Alexandre de Bourbon et du duc de Penthièvre[réf. nécessaire], marié à Anne Robert.

              - Nicolas du Pré de Saint-Maur (1640-1732), conseiller correcteur à la Chambre des comptes de Paris et receveur-payeur général des gabelles rentes et décimes du clergé. En 1678, il fut nommé conseiller trésorier provincial des guerres et cavalerie légère des garnisons et régiments de Perpignan, Collioure, Barcelone, provinces du Roussillon et de Catalogne, marié à Anne Marie Fruchet.
                - Nicolas-François Dupré de Saint-Maur (1695-1774), maître des comptes, statisticien, économiste et traducteur, marié à Marie Marthe Alleon.
                  - Nicolas Dupré de Saint-Maur (1732-1791), maître des requêtes au Conseil d'État puis conseiller d'État, intendant de la généralité de Bourges (1764-1776), intendant de la généralité de Bordeaux (1776-1785), marié à Claude Louise Lenoir.
                    - Nicolas du Pré de Saint-Maur (1767-1846), maître des requêtes au Conseil d'État, maire de Vierzon de 1807 à 1820.
                    - Georges Bourges du Pré de Saint-Maur (1769-1860), officier au régiment royal étranger, chevalier de la Légion d'honneur, marié à Hermine de Vigny.
                      - Jules du Pré de Saint-Maur (1813-1877), président du premier conseil général d'Oran en 1858, chevalier de la Légion d'honneur, marié à Clémence de Laussat
                        - Augustin du Pré de Saint-Maur (1855-1930), marié à Gabrielle Molitor.
                          - Antoine du Pré de Saint-Maur (1897-1955), marié à Hélène de La Panouse[6] (1908-1999).
                            - Nicolas du Pré de Saint-Maur (1931-2018)[7], ancien élève de l'École polytechnique (promotion 1953), ingénieur général de l'armement, officier de la Légion d'honneur, officier de l'ordre national du Mérite, marié à Jeannine Armand (1937-2004), fille de l'académicien Louis Armand[8],[9],[10],[11].
                            - Olivier du Pré de Saint-Maur, marié à Françoise Burtin[6].
                              - Thomas du Pré de Saint-Maur (1969)[6], directeur général des Ressources créatives Chanel[12],[13].

                            - Louis du Pré de Saint-Maur, marié à Catherine de Chatellus[14].
                              - Élie du Pré de Saint-Maur[14] (1976)[15], directeur marketing de Doctolib[16].

                            - Bertrand du Pré de Saint-Maur, marié à Laurence de Tarragon[6], auteur de plusieurs ouvrages[17].

                      - Édouard du Pré de Saint-Maur (1815-1879). Le 19 mai 1845 à Paris, marié à Ernestine Benoist d'Azy.
                        - René du Pré de Saint-Maur (1846-1919), zouave pontifical puis capitaine de la garde nationale mobile de la Nièvre, chevalier de l'ordre national de la Légion d’honneur, marié à Suzanne de Bourbon-Busset.
                          - Charles du Pré de Saint-Maur (1876-1946), capitaine au 28e régiment de dragons, chevalier de la Légion d’honneur.
                          - Richard du Pré de Saint-Maur (1891-1973), lieutenant au 22e bataillon de chasseurs alpins, chevalier de l'ordre national de la Légion d’honneur.
                            - Pierre du Pré de Saint-Maur (1923), résistant, ingénieur conseil et exploitant agricole, chevalier de l'ordre national de la Légion d’honneur, marié à France de Roquefeuil[14],[18].
                              - Olivier  du Pré de Saint-Maur, chevalier de l'ordre national du Mérite.

                - Pierre du Pré de Saint-Maur (1697-1765), conseiller du roi en la Cour du Parlement et commissaire des requêtes du Palais, marié à Marie Madeleine Bellanger.
                  - Antoine du Pré de Saint-Maur (1735-1798), conseiller du roi, auditeur des Comptes.

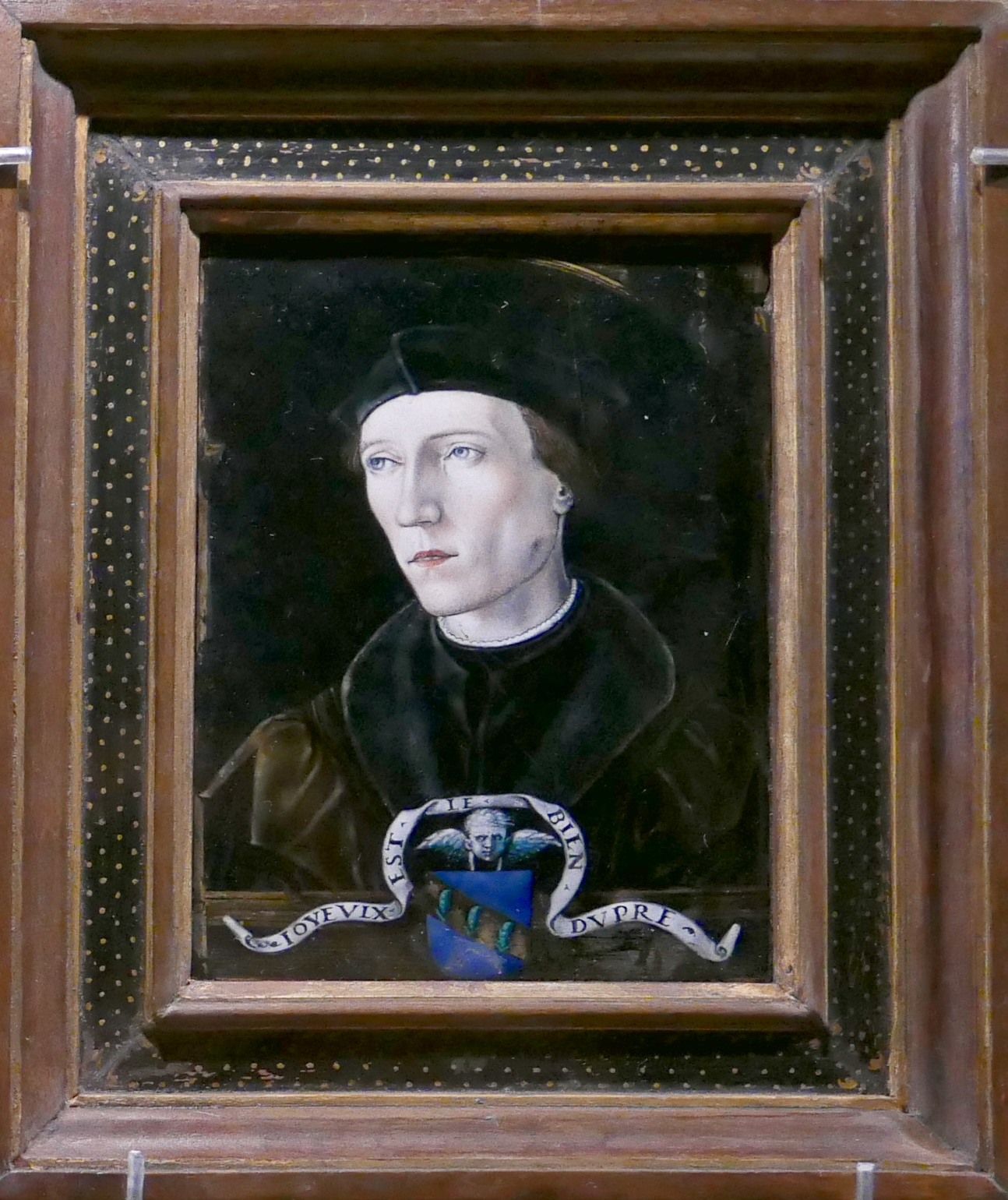
Jehan du Pré (1468-1546) par Jean Pénicaud II
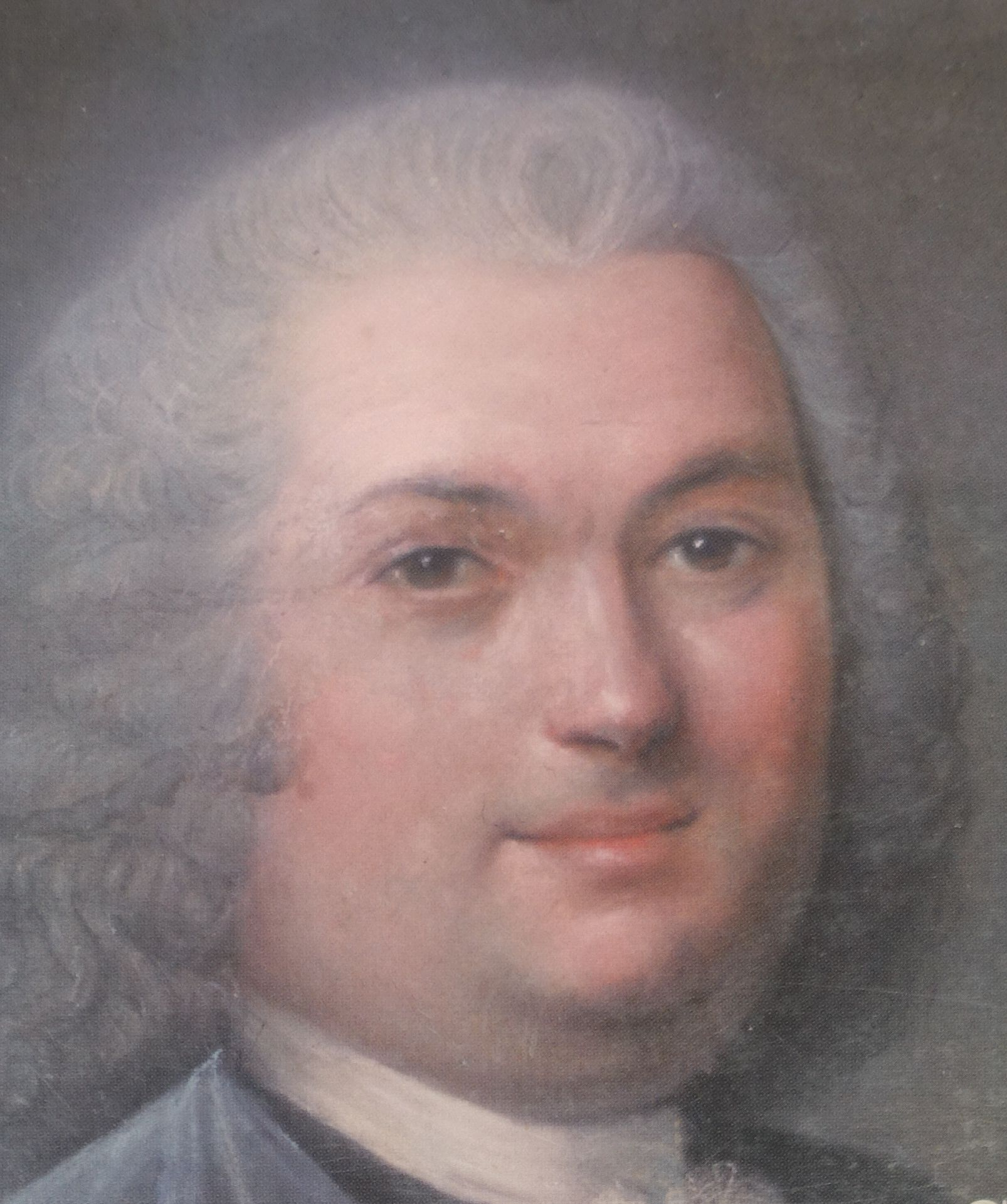
Nicolas du Pré de Saint-Maur (1732-1791)

## Armes
- D'argent à une fasce de sinople accompagnée de trois trèfles du même[1]
- écartelé aux 1 et 4 d'azur à une bande d'or chargée de trois cosses de pois de sinople aux 2 et 3 d'argent à une fasce de sinople accompagnée de trois trèfles du même (d'après des cachets du XVIe siècle)[1].

Armes de la famille du Pré de Saint-Maur.

## Titres
La famille Du Pré de Saint-Maur n'est pas titrée,.

## Alliances
Les principales alliances de la famille Dupré de Saint-Maur sont : Robert, Fournier, Guinet, Bonnot (1582), Gesu (1622), Fruchet (1691), Bellanger (1719), Alléon (1730), d'Aguesseau du Fresne (1736), Lambert, de Ménardeau, Le Noir, de Rivière (1794), de Vigny (1800), de Rochefort-Luçay (1809), de Maumigny (1828), Baron de Montbel (1850), de Bourran (1852), du Verne (1858), Kersauson (1896), de Laussat (1846), de Gau de Frégeville (1890), Molitor (1889), Jolivet de Colomby (1868), de la Jaille (1900), Benoist d'Azy (1845), d'Houdetot (1871), de Bourbon-Busset (1874), de Goulaine (1909), de Lapanouse, de Roquefeuil, d'Ursel,  Armand, de La Rocque de Sévérac etc.

## Propriétés
- château de Saint-Maur (Argent-sur-Sauldre) dans le Berry ;
- château de La Grange-Bléneau ;
- château de Bon-Hôtel ;
- Château de Chambergeot ;
- Manoir du Grand-Courtoiseau ;
- Château de Brinon-sur-Sauldre ;
- Château d'Autry ;
- Château de La Beuvrière ;
- Manoir de Launay-Quinard ;
- Château de Bernadetz en Béarn ;
- château de Saint-Hilaire des Noyers ;
- château de la Rouërie ;
- hôtel Carnavalet à Paris ;
- Hôtel du Pré de Saint-Maur à Paris au 14, rue Bergère ;
- Hôtel Dupré de Saint-Maur à Paris au 3, rue des Grands-Augustins.

## Postérité
- Saint-Maur aujourd'hui Tamzoura dans la wilaya d'Aïn Témouchent, commune de l'ancien département d'Oran, nommée en l'honneur de Jules du Pré de Saint-Maur
- rue du Pré de Saint-Maur à Perros-Guirec
- rue Dupré de Saint-Maur et Cours Dupré de Saint-Maur à Bordeaux en hommage à l'intendant de Bordeaux Nicolas Dupré de Saint-Maur
- La ville de Bourges s'est portée marraine de Georges-Bourges du Pré de Saint-Maur en hommage à l'intendant de Bourges Nicolas Dupré de Saint-Maur